# 라지샤히주

라지샤히주

라지샤히주(벵골어: রাজশাহী বিভাগ)는 방글라데시 북서부에 위치한 주로 주도는 라지샤히이며 면적은 18,153.08km2, 인구는 18,484,858명(2011년 기준)이다.
북쪽으로는 랑푸르주, 동쪽으로는 마이멘싱주와 다카주, 남쪽으로는 쿨나주, 서쪽으로는 인도 서벵골주와 접한다. 2010년 1월 25일을 기해 랑푸르주가 라지샤히주에서 분리되어 신설되었다. 8개 구(보그라구, 조이푸르하트구, 나오가온구, 나토르구, 차파이나와브간지구, 파브나구, 라지샤히구, 시라지간지구)를 관할한다.